# Застава Жиліна
Застава Жиліна (рос. Застава Жилина) — російський телесеріал 2008 року.

## Сюжет
Дія фільму відбувається під час німецько-радянської війни.
1941 рік. Молодий чоловік, студент Павло Жилін закохується у свою однокурсницю Лізу Савіну. Але любов його без взаємності. Тоді молода людина вирішує покинути навчання в інституті і піти в армію 
Він потрапить у прикордонні війська. У цей самий час починається війна.
Загін, де служить Жилін, направляється в те саме місце, де опинилася Ліза Савіна зі своїм чоловіком — лейтенантом Олександром Ананьєвом — вони розподілені в той же гарнізон, що й Павло Жилін.
Любов, яку герой намагався забути, знову повернулася. Він робить все можливе, щоб врятувати свою кохану і її чоловіка.
Свою любов Павло пронесе через всю війну, а потім пройдуть роки, і вже після війни він зустріне власне важке щастя.

## У головних ролях
- Олександр Лимарєв — Павло Юрійович Жилін
- Катерина Вилкова — Єлизавета Сергіївна Савіна
- Іван Стебунов — лейтенант Олександр Петрович Ананьєв, льотчик
- Катерина Малікова — Ельжбетта Леховна Поплавська
- Данило Співаковський — політрук Амбросимов Володимир
- Марина Яковлєва — мати Лізи Савіної
- Марія Звонарьова — Антоніна Василівна, мати Павла
- Михайло Тарабукін — Мамонтов Микола
- Артем Гайдуков — Сергій Копцю
- Шаміль Хаматов — Федір Буров, у минулому тракторист
- Антон Єскін — Микита Мельников
- Анатолій Білий — Терейкін, старший лейтенант застави
- Михайло Горський — старшина Іванов
- Євген Пронін — Костянтин Соловйов, старший лейтенант, льотчик
- Петро Меркур'єв — Іван Герасимович, сусід Жиліним по квартирі
- Олександр Лазарєв — нарком Берія
- Григорій Пічул — Януш, підліток
- Кирило Кяро — майор Геннадій Єршов
- Сергій Юшкевич — комбат
- Віталій Абдулов — капітан Зуров
- Віктор Павлюченков — Трушкевич
- Едуард Федашко — укладений Коля
- Святослав Астрамович — Лапін, капітан авіації прикордонних військ
- Іван Мацкевич — Іван Сергійович
- Олександр Брухацький — Міхалич, авіатехнік

## Знімальна група
- Режисер — Василь Пічул
- Сценарист — Аріф Алієв
- Оператор — Вадим Алісов
- Композитор — Олексій Шелигін
- Художник — Юрій Устинов

Виробництво: кіностудія «Елегія» під патронажем «Мосфільму» на технічній базі «Білорусьфільму».